# Biblioteca d'Arte del Castello Sforzesco
La Biblioteca d'Arte del Castello Sforzesco di Milano è una delle maggiori biblioteche italiane in ambito artistico.

## Storia
La biblioteca venne costituita alla fine dell'Ottocento, «con la finalità specifica di raccogliere e rendere consultabile ai curatori dei Musei civici la bibliografia specialistica sulla storia dell'arte e delle arti applicate».
Durante anni la biblioteca è stata rinfoltita di nuovi libri e documenti, tanto che, attorno agli anni Trenta, risultava già dotata di oltre 10.000 volumi e di 3.500 opuscoli di argomento artistico, e descritta quale «unica in Milano specializzata in tale qualità di pubblicazioni». Nel 1933, vennero ad aggiungersi alle raccolte già presenti, parte dei libri e delle carte di Luca Beltrami, importante storico dell'arte ed architetto, in precedenza già direttore dell'Ufficio Regionale per la Conservazione dei Monumenti.
A partire dal secondo dopoguerra «la Biblioteca d'Arte cominciò progressivamente ad estendere il proprio orizzonte di interesse anche all'arte europea ed extraeuropea e ad ampliare la “carta delle collezioni” rispetto agli ambiti originali».

## Patrimonio
Attualmente la Biblioteca conserva più di 100.000 volumi, oltre a 1.500 periodici provenienti da tutto il mondo, di cui 330 correnti.
Gli ambiti disciplinari prevalenti sono i seguenti: storia e critica dell'arte, arti applicate, grafica, design, moda e museologia.

## Fondi[6]
- Fondo Luca Beltrami (Milano 1854 - Roma 1933)

Luca Beltrami, architetto, urbanista e uomo politico, fu uno tra i maggiori rappresentanti italiani del restauro storico; e, come direttore dell'Ufficio Regionale per la Conservazione dei Monumenti, si dedicò alla salvaguardia di numerosi monumenti storici, tra cui spicca il Castello sforzesco di Milano.
Il fondo, istituito nel 1936, deriva da donazioni fatte dallo stesso Beltrami al Comune di Milano. Esso è costituito da una sezione libraria (1.173 volumi e 491 opuscoli in lingua italiana di e su Beltrami e di altri autori, volumi del XVII e del XVII secolo, relativi agli studi di Beltrami, tavole iconografiche) e da una sezione archivistica (lettere appunti, disegni, relazioni, fotografie,etc) riguardante l'attività da lui svolta tra il 1881 e il 1930 come architetto, critico d'arte e uomo politico.
Il materiale librario è prevalentemente composto da testi che illustrano i progetti del Beltrami per il riordino architettonico di Milano e il suo apporto all'evoluzione della cultura urbanistica in Italia; e da saggi e interventi che documentano le sue ricerche di studioso dell'arte antica e moderna e la sua attività di operatore culturale a Milano. Il fondo dispone di un registro topografico, ma non di un catalogo proprio; le relative schede bibliografiche sono inserite nel catalogo generale della biblioteca. Il carteggio è costituito da oltre 4.500 fra lettere e minute ricevute o scritte tra il 1880 e il 1932 circa.
Per favorire una migliore conservazione del materiale manoscritto è stato effettuato a un lavoro di fotocopiatura degli originali e di risistemazione degli stessi in appositi contenitori a buste confezionate con carta non acida.
- Fondo Vespasiano Bignami (Cremona 1841 - Milano 1929)

Il fondo è stato donato al Comune di Milano da Carlo Bozzi, critico d'arte del quotidiano «11 Secolo» e amico personale del Bignami, ed è entrato a far parte del patrimonio della Biblioteca d'arte agli inizi degli anni sessanta, come risulta dai registri di carico.
Vespasiano Bignami, pittore e critico d'arte, artista della scapigliatura milanese tra la fine dell'Ottocento e l'inizio del Novecento, apprezzato ritrattista,  umorista e caricaturista. Fu promotore di svariate iniziative culturali, tra cui la fondazione del sodalizio milanese "La Famiglia artistica" e organizzatore di numerose esposizioni e feste cittadine.
La raccolta comprende materiale documentario eterogeneo, costituito principalmente da appunti del Bignami, impressioni, aforismi, testi di conferenze, articoli, bozzetti, copie di conti per quadri eseguiti, giudizi critici, curiosità varie che testimoniano l'attività da lui svolta in qualità di critico d'arte, insegnante all'Accademia di belle arti di Brera e collaboratore di diversi giornali. L'intero materiale, databile tra il 1853 e il 1928, è riunito in 29 volumi rilegati e ordinati per materia. Al momento non esistono cataloghi o inventari a stampa del fondo, ma è stato avviato un lavoro di catalogazione che prevede la costituzione di una memoria elettronica riferita ai nomi di artisti, personalità, istituzioni, luoghi, avvenimenti citati nella raccolta.
Il carteggio consta di circa 450 lettere scritte o ricevute dal Bignami tra il 1869 e il 1928. Tra i corrispondenti ci sono alcuni rappresentanti della cultura artistica dei primi anni del novecento: Attilio Andreoli, Luca Beltrami, Marco Calderini, Antonio Curti, Aldo Mazza.
- Carteggio Emilio Treves (Trieste 1834 - Milano 1916)

Il carteggio (conservato in due scatole) di provenienza incerta, donato forse al Comune di Milano da Luca Beltrami, comprende circa 400 fra lettere e minute ricevute o scritte da Emilio Treves fra il 1862 e il 1915 in relazione alla attività della sua casa editrice, fondata a Milano nel 1861. Il carteggio annovera fra i corrispondenti personaggi quali: Sibilla Aleramo, Giosuè Carducci, Benedetto Croce, Gabriele D'Annunzio, Edmondo De Amicis, Federico De Roberto, Grazia Deledda, Antonio Fogazzaro, Arnaldo Fraccaroli, Marino Moretti, Angiolo Silvio Novaro, Alfredo Oriani, Alfredo Panzini, Cesare Pascarella, Giovanni Pascoli, Luigi Pirandello, Rosso di San Secondo, Giovanni Verga, Annie Vivanti.
Nel fondo è compreso anche il manoscritto dell'articolo Uno sguardo all'Esposizione di Edmondo De Amicis, pubblicato prima nell'«Illustrazione italiana»  e poi nel suo volume Ricordi di Parigi (Milano, Emilio Treves, 1879).
Sono inoltre da segnalare le seguenti raccolte: il Fondo antico (alcune migliaia di libri dal 1500 al 1830, comprese 39 cinquecentine), il Fondo Leopold Pollack, il Fondo Luigi Vassalli, il Fondo Medardo Rosso – Felice Cameroni, il Fondo Wart Arslan.